# كارينا (مغنية كورية)
يو جيمين ( مواليد 11 أبريل 2000) ، والمعروفة باسمها المسرحي كارينا ، هي مغنية كورية جنوبية وقائدة فرقة الفتيات ايسبا.

## حياتها الشخصية
ولدت كارينا في مقاطعه غيونغي، كوريا الجنوبية. لديها اخت واحدة. قبل ان تصبح ايدول كانت كارينا تحظى بشعبية كبيرة على وسائل التواصل الاجتماعي.

## حياتها المهنية
اصبحت كارينا متدربة في إس إم إنترتينمنت عام 2016 وظهرت في فيديو موسيقى للفنان تايمين في عام 2019. في 1 نوفمبر 2020، ظهرت مع كاي عضو اكسو في العرض الافتراضي الذي أقامته هيونداي موتور. ترسمت كقائدة لـ ايسبا في 17 نوفمبر 2020. اصبحت عضوة في الوحدة الفرعية GOT The Beat في 3 يناير 2022.
صرحت كارينا ان فرقة الفتيات غيرلز جينيريشن والمغنية تايون قدوتها وسبب رغبتها في ان تكون مغنية.